# Baixio (Bahia)

Municipio Esplanada (BA)

Das Dorf Baixio (port. Povoado de Baixio) ist Teil des brasilianischen Municípios Esplanada und liegt 124 km im Norden von Salvador im Bundesstaat Bahia in Brasilien. Der Ort ist auf der Linha Verde (BA-099) zu erreichen.

## Demographie
Das Dorf hat rund 2.000 Einwohner.

## Geographie
Das Munizip Esplanada, und damit auch Baixio, liegt an der Nordküste Bahias und gehörte laut IBGE (bis 2017) zur Mesoregion Nordost-Bahia (mesorregião do Nordeste Baiano) und zur Mikroregion Entre Rios (microrregião de Entre Rios). Derzeit gehört sie zur Zwischenregion Salvador (região intermediária de Salvador) und zur unmittelbaren Region Alagoinhas (região imediata de Alagoinhas). Ihr Gebiet gehört zum Küsten- und Meeresgebiet (Sistema Costeiro-Marinho).
Im Süden liegt der Fischerort Subaúma mit seinen Korallenriffs und im Norden befindet sich der Fischerort Itariri. Ihr Biom ist der Atlantische Regenwald (Mata Atlântica).

## Tourismus
Mit guter Erreichbarkeit und einer guten Infrastruktur für Besucher bietet Baixio private Strände, geschützte Kokosnusshaine, Dünen, Aussichtspunkte mit Panoramablick und vor allem fünf kristallklare, ganzjährig gefüllte Lagunen, die von 14 natürlichen Quellen gespeist werden.
Die Lagoa Azul ist eine der Hauptattraktionen von Baixio. Besucher können geführten Wanderwegen folgen, die zu atemberaubenden Landschaften führen, darunter die berühmte Blaue Lagune mit ihrem warmen, klaren Wasser. Um dorthin zu gelangen, muss man etwa 30 Minuten lang mit Hilfe lokaler Führer durch ein Privatgrundstück laufen. Die Blaue Lagune verfügt über einen großen Badebereich und ist von weißen Sanddünen umgeben. Um die Umwelt zu schützen, ist der Zugang auf 35 Besucher pro Tag nach vorheriger Terminvereinbarung beschränkt. Neben dieser Lagoa gibt es noch die Lagoas da Panela, Verde und de Inhambupe.
Für einen spektakulären Blick kann man den Aussichtspunkt Morro do Mamucabo besuchen, der über einen Sandweg oder mit einem Geländewagen erreichbar ist. Von oben kann man das Meer, Kokosnusshaine und Lagunen sehen. Der nahe gelegene Mirante Dedo de Deus bietet einen Blick auf die Stadt und die Küste. Die Praia de Baixio (Strand von Baixio) ist 16 Kilometer lang und seine starken Wellen ziehen Surfer an. Trotz seiner rustikalen Dorfatmosphäre verfügt Baixio über Hostels, Restaurants und einen Verein von Reiseleitern.